# Řády, vyznamenání a medaile Spojeného království

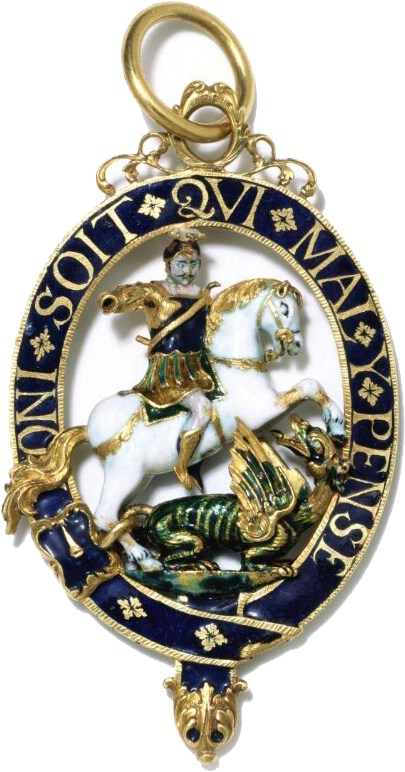
Odznak Podvazkového řádu.

V tomto seznamu najdete soupis britských řádů a vyznamenání.

## Současné rytířské řády

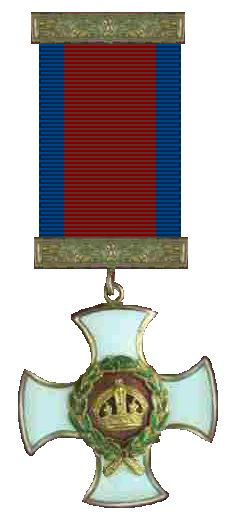
Řád Za vynikající službu.

- Podvazkový řád (The Most Noble Order of the Garter)
- Řád bodláku (The Most Ancient and Most Noble Order of the Thistle)
- Řád lázně (The Most Honourable Order of the Bath)
- Řád sv. Michala a sv. Jiří (The Most Distinguished Order of Saint Michael and Saint George)
- Řád Za vynikající službu (Distinguished Service Order)
- Královský řád Viktoriin (Royal Victorian Order)
- Řád Za zásluhy (Order of Merit)
- Imperiální řád Za zásluhy (Imperial Service Order)
- Řád britského impéria (Most Excellent Order of the British Empire)
- Řád společníků cti (Order of the Companions of Honour)
- Nejctihodnější řád sv. Jana Jeruzalémského (Most Venerable Order of the Hospital of Saint John of Jerusalem)

## Vyznamenání
- Viktoriin kříž (Victoria Cross)
- Jiřího kříž (George Cross)
- Alžbětin kříž (Elizabeth Cross)

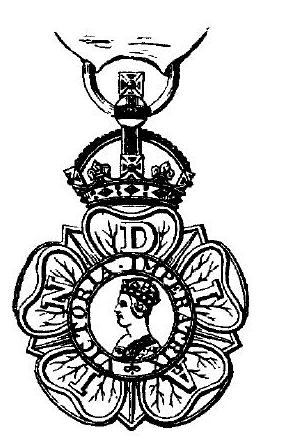
Řád Indické říše.

- Kříž Za udatnost (Conspicuous Gallantry Cross)
- Medaile Za udatnost (Conspicuous Gallantry Medal)
- Královský červený kříž (Royal Red Cross)
- Záslužný letecký kříž (Distinguished Flying Cross)
- Záslužná letecká medaile (Distinguished Flying Medal)
- Kříž letectva (Air Force Cross)
- Královský Viktoriin řetěz (Royal Victorian Chain)
- Řád britské Indie (Order of British India) neudělen od roku 1947
- Indický záslužný řád (Indian Order of Merit) neudělen od roku 1947
- Kaiser-i-Hind (Kaiser-i-Hind) neudělen od roku 1947
- Vyznamenání pro důstojníky Royal Naval Reserve (Decoration for Officers of the Royal Naval Reserve)
- Pollockova medaile (Pollock Medal)
- Námořní zlatá medaile (Naval Gold Medal)
- Vojenský kříž (Military Cross)
- Vojenská medaile (Military Medal)
- Medaile Za chvályhodnou službu (Meritorious Service Medal)
- Medaile Za dlouhou službu a dobré jednání (Long Service and Good Conduct Medal)
- Medaile Za vynikající službu (Distinguished Service Medal)
- Královnino čestné uznání za hodnotnou službu (Queen's Commendation for Valuable Service)
- Královnina medaile za vynikající střelbu (Queen’s Medal for Shooting Excellence)

## Bývalé řády
- Královský řád Viktorie a Alberta (Royal Order of Victoria and Albert)
- Řád sv. Patrika (The Most Illustrious Order of Saint Patrick)
- Řád Guelfů (Royal Guelphic Order)
- Řád hvězdy Indie (The Most Exalted Order of the Star of India)
- Řád Indické říše (The Most Eminent Order of the Indian Empire)
- Řád koruny Indie (The Imperial Order of the Crown of India)
- Řád Barmy (Order of Burma)
- Řád rytířů sv. Tomáše Canterburského v Akře
- Rytíři zajíce